# Challenger de Blois
EL Internationaux de Tennis de BLOIS es un torneo profesional de tenis. Pertenece al ATP Challenger Tour. Se juega desde el año 2013 sobre pistas de tierra batida, en Blois, Francia.

## Palmarés

### Individuales
| Año       | Campeón           | Finalista               | Resultado          |
| --------- | ----------------- | ----------------------- | ------------------ |
| 2013      | Julian Reister    | Dušan Lajović           | 6-1, 63-7, 7-62    |
| 2014      | Máximo González   | Gastão Elias            | 6-2, 6-3           |
| 2015      | Mathias Bourgue   | Daniel Muñoz de la Nava | 2-6, 6-4, 6-2      |
| 2016      | Carlos Berlocq    | Steve Darcis            | 6-2, 6-0           |
| 2017      | Damir Džumhur     | Calvin Hemery           | 6-1, 6-3           |
| 2018      | Scott Griekspoor  | Félix Auger-Aliassime   | 6-4, 6-4           |
| 2019      | Pedro Sousa       | Kimmer Coppejans        | 4-6, 6-3, 7-64     |
| 2020–2021 | No celebrado      | No celebrado            | No celebrado       |
| 2022      | Alexandre Müller  | Nikola Milojević        | 7-63, 6-1          |
| 2023      | Quentin Halys     | Kyrian Jacquet          | 4-6, 6-2, 2-0 ret. |
| 2024      | Ričardas Berankis | Calvin Hemery           | 7-6(4), 7-5        |

### Dobles
| Año       | Campeones                           | Finalistas                       | Resultado         |
| --------- | ----------------------------------- | -------------------------------- | ----------------- |
| 2013      | Jonathan Eysseric Nicolas Renavand  | Ruben Gonzales Chris Letcher     | 6-3, 6-4          |
| 2014      | Tristan Lamasine Laurent Lokoli     | Guillermo Durán Máximo González  | 7-5, 6-0          |
| 2015      | Rémi Boutillier Maxime Teixeira     | Guilherme Clezar Nicolás Kicker  | 6-3, 4-6, [10-8]  |
| 2016      | Alexander Satschko Simon Stadler    | Gong Maoxin Yasutaka Uchiyama    | 6-3, 7-62         |
| 2017      | Sander Gillé Joran Vliegen          | Máximo González Fabrício Neis    | 3-6, 6-3, [10-7]  |
| 2018      | Fabrício Neis David Vega Hernández  | Hsieh Cheng-peng Rameez Junaid   | 7-64, 6-1         |
| 2019      | Corentin Denolly Alexandre Müller   | Sergio Galdós Andreas Siljeström | 7-5, 6-75, [10-6] |
| 2020–2021 | No celebrado                        | No celebrado                     | No celebrado      |
| 2022      | Sriram Balaji Jeevan Nedunchezhiyan | Romain Arneodo Jonathan Eysseric | 6-4, 6-73, [10-7] |
| 2023      | Dan Added Grégoire Jacq             | Théo Arribagé Luca Sanchez       | 6-4, 6-4          |
| 2024      | Benjamin Lock Courtney John Lock    | Corentin Denolly Arthur Gea      | 1-6, 6-3, [10-4]  |